# غيلبرت جان باتيست
غيلبرت جان باتيست (بالفرنسية: Gilbert Jean-Baptiste)‏ هو لاعب كرة قدم ومدرب كرة قدم هايتي، ولد في 19 فبراير 1973 في هايتي. شارك مع منتخب هايتي لكرة القدم. أما مع النوادي، فقد لعب مع أتلانتا سيلفرباكس وتشارلستون بيتري.

## وصلات خارجية
- غيلبرت جان باتيست على موقع الاتحاد الدولي (مؤرشف)  (الإنجليزية)
- غيلبرت جان باتيست على موقع قاعدة بيانات كرة القدم.إي يو (الإنجليزية)
- غيلبرت جان باتيست على موقع ناشيونال فوتبول تيمز (الإنجليزية)